# 101 далматинци (книга)
101 далматинци (на английски: The Hundred and One Dalmatians) е роман от 1956 г. на английската писателка Доуди Смит. Романът разказва историята на кученца далматинци, отвлечени от милионерката Злобара де Мон, която възнамерява да използва кожата им за производство на модни дрехи, и тяхното последващо спасяване. Продължението „Новите приключения на далматинците“ излиза през 1967 г.

## Сюжет
На далматинците Понго и Мисис, живеещи със своите стопани, мистър и мисис Душкинг, се раждат първите им кученца. Скоро обаче бебетата са отвлечени. Дори Скотланд Ярд не може да разкрие мистерията с изчезването на кученцата и родителите им трябва да ги търсят сами. Оказва се, че кученцата, с помощта на своите поддръжници братята Лошър, са били отвлечени от ексцентричната и жестока милионерка Злобара де Мон, която възнамерява да одере кожите им и на много други далматинци, за да си ушие от тях модно кожено палто. Понго, Мисис и техните приятели животни организират операция за спасяване на кученцата.

## Прием
Книгата получава положителни отзиви от критиката.

## Адаптации
Доуди Смит продава филмовите права на книгата си на „Уолт Дисни Студиос“. През 1961 г. студиото издава едноименния анимационен филм, който се превръща в блокбъстър, хонорарите от който осигуряват семейство Смит в продължение на десетилетия. През 1996 г. сюжетът е използван от „Дисни“ при заснемането на едноименния игрален филм с Глен Клоуз в ролята на Круела де Вил, а през 1997 – 1998 г.  е издаден анимационен сериал, базиран на оригиналния пълнометражен анимационен филм. И двата пълнометражни филма – и анимационният, и игралният – получават продължения: през 2000 г. е издаден игралният филм 102 далматинци, а три години по-късно е премиерата на анимационния филм 101 далматинци II: Приключението на Пач в Лондон.